# Eriogonum allenii
Eriogonum allenii är en slideväxtart som beskrevs av S. Wats.. Eriogonum allenii ingår i släktet Eriogonum och familjen slideväxter. Inga underarter finns listade i Catalogue of Life.